# Adler-Werk Lackfabrik Johann Berghofer
Die Adler-Werk Lackfabrik Johann Berghofer GmbH & Co KG (Eigenschreibweise: ADLER) ist ein österreichischer Hersteller von Farben, Lacken, Beizen und Holzschutzmitteln mit Sitz in Schwaz, Tirol, und laut Wirtschaftsblatt „unangefochtener Marktführer“ der Branche in Österreich.
Eigene Tochtergesellschaften befinden sich in Deutschland, Italien, Polen, der Schweiz, der Slowakei, Tschechien und den Niederlanden (ADLER Benelux). Über Handelspartner beliefert ADLER darüber hinaus Kunden in zahlreichen weiteren europäischen Ländern (u. a. Frankreich, Spanien, Griechenland, Slowenien, Kroatien, Ukraine) sowie in Israel, Südkorea und weiteren außereuropäischen Ländern. Servicestützpunkte befinden sich in Wien, St. Pölten, Leonding bei Linz, Kalsdorf bei Graz und Klagenfurt. In Deutschland gibt es Servicestützpunkte in Landshut, in Dornstadt bei Ulm sowie in Herford, in der Schweiz einen Servicestützpunkt in Tuggen.
Die Adler-Werk Lackfabrik produziert Beschichtungen für das Tischlergewerbe, für industrielle Möbel-, Fenster-, Parkett- und Türenhersteller, für den Holzbau sowie für Maler. Heimwerker-Produkte werden in Österreich und Deutschland in 120 Farbenfachmärkten, den Adler Farbenmeistern, sowie im Großhandel und ausgewählten Baumärkten vertrieben.

## Geschichte
1934 gründete Johann Berghofer in der Altstadt von Schwaz ein kleines Farbengeschäft. In den Magazinräumen des Geschäftes begann er bald, selbst Ölfarben, Mattierungen, Polituren und Bodenpflegemittel herzustellen.
1947 entstand am damaligen Stadtrand von Schwaz das erste Produktionsgebäude, in dem 50 Tonnen Lack im Jahr erzeugt wurden. 1953 wurde die Wort- und Bildmarke „ADLER“ eingetragen und das Produktionsgebäude erweitert.
Als der Gründer des Adler-Werks 1964 im 54. Lebensjahr verstarb, übernahm sein Sohn Günther Berghofer zusammen mit seiner Mutter Hermine Berghofer den Betrieb mit 45 Mitarbeitern. Aus dem kleinen Farbengeschäft entwickelte sich die Marke Adler.
Von 1974 bis 1983 ließ Günther Berghofer in drei Baustufen an einem neuen Standort „auf der grünen Wiese“ am Rand von Schwaz die nach damaligen Maßstäben modernste Lackfabrik Europas errichten. Darüber hinaus entstanden am neuen Firmenstandort ein Laborgebäude, ein Hochregallager sowie ein Umweltschutz- und Recyclingzentrum. Ab den 1980er-Jahren forcierte ADLER die Entwicklung umweltfreundlicher und emissionsarmer Wasserlacke. Heute werden 65 % der Produkte auf Wasserbasis hergestellt.
1999 trat Günther Berghofers Tochter Andrea Berghofer in die Geschäftsführung des Familienunternehmens ein. Die Internationalisierung wurde verstärkt, neue Märkte wurden erschlossen. Ab 2016 wurde der Firmenstandort um die modernste Wasserlackfabrik Europas, in der nach einem energiesparenden modularen Produktionsverfahren gearbeitet wird, erweitert. 2019 wurde ein neues Logistikzentrum mit vollautomatischem Hochregallager errichtet.
2010 wurde das Adler-Werk zum „Ausgezeichneten Tiroler Lehrbetrieb“ ernannt und vom Wirtschaftsblatt zu „Austrias Leading Company“ in der Kategorie Tirol ernannt.
2016–2018 Errichtung einer neuen Wasserlackfabrik und eines innovativen Logistikzentrums

## Umweltschutz
65 % der 10.000 Artikel im Sortiment von ADLER werden auf Wasserbasis hergestellt. Ein Großteil der Wandfarben sowie mehrere Holzschutzprodukte von ADLER sind mit dem Österreichischen Umweltzeichen ausgestattet. Darüber hinaus sind zahlreiche Produkte von ADLER nach dem Kreislaufwirtschafts-Prinzip Cradle to Cradle zertifiziert. 2021 hat ADLER das „ADLER green“-Sortiment eingeführt, in dem besonders umweltfreundliche Beschichtungen für alle Anwendungsbereiche zusammengeführt wurden. Das Werk in Schwaz verfügt über ein eigenes Umweltschutz- und Recyclingzentrum, in dem lösungsmittelbeladene Abwässer und Luft gereinigt und Abfälle getrennt werden. Das Unternehmen ist freiwillig nach Responsible Care zertifiziert und hat sich als erste österreichische Lackfabrik nach ISO 50001 (Energiemanagement) zertifizieren lassen. Seit 2018 ist ADLER als eines der ersten Unternehmen seiner Branche zu 100 % klimaneutral.

## Unternehmensdaten 2022
- 720 Mitarbeiter (inkl. Vertriebsgesellschaften), davon 120 Mitarbeiter in Entwicklung und Anwendungstechnik, davon 10 Lehrlinge.
- 160 Mio. € Jahresumsatz (konsolidierter Gruppenumsatz)
- 70 % Exportanteil: Deutschland, Italien, Schweiz, Polen, Tschechien, Slowakei, Rumänien, Frankreich, Russland, Ukraine, Slowenien, Griechenland, Slowenien, Kroatien, Ungarn, Niederlande u. a.
- Jahresproduktion: 22.000 Tonnen, davon 65 % Wasserlacke, Beizen und wasserverdünnbare Farben
- Erzeugungsprogramm: Möbellacke, Beizen, Öle und Wachse, Fensterbeschichtungssysteme sowie Bautenlacke und Holzschutzmittel
- 10.000 Artikel
- 800 verschiedene Rohstoffe, davon 95 % aus der EU
- Servicestützpunkte in Österreich: Graz, Klagenfurt, Linz, St. Pölten und Wien
- Servicestützpunkte in Deutschland: Dornstadt bei Ulm, Landshut, Herford
- Servicestützpunkt in der Schweiz: Tuggen
- Vertriebsgesellschaften in Deutschland, Italien, Polen, der Schweiz, der Slowakei, Tschechien und den Niederlanden[5]